# Andrea Cagan
Andrea Cagan (Estados Unidos, años cuarenta) es una escritora y biógrafa estadounidense. Ha escrito varios best-sellers cuyo trabajo se centra en temas que despiertan la conciencia social. Ha escrito, editado y colaborado en más de quince libros, incluyendo las biografías de Diana Ross, Grace Slick, Joan Lunden y Prem Rawat. Siete de sus libros han estado en las listas de los más vendidos; tres de ellos han llegado al número uno en la lista de best-sellers del New York Times, y uno ha llegado al primer puesto en la lista de Los Angeles Times.[cita requerida]
A principios de los años setenta, Andrea Cagan apareció como actriz en varios largometrajes, incluyendo Captain Milkshake, una película contra la guerra de Vietnam, que fue reeditada en 2003.

## Libros
- 1990: Awakening the healer within. Fireside, 1990. ISBN 0-67170-087-1.
- 1998: Joan Lunden’s “A bend in the road is not the end of the road”: 10 positive principles for dealing with change con Joan Lunden. William Morrow, 1998. ISBN 0-68816-083-2.
- 1999: Somebody to love?: a rock-and-roll memoir, with Grace Slick. Warner Books, 1999. ISBN 0-44660-783-5.
- 2000: Make up your life: every woman's guide to the power of makeup, con Victoria Jackson. QVC Publishing, 2000. ISBN 0-06019-639-4.
- 2000: Romancing the bicycle: the 5 spokes of balance, con Johnny G. Nueva York: Mad Dog Athletics, 2000. ISBN 978-0970325709.
- 2001: Up and running : the Jami Goldman story. Atria Books, 2001. ISBN 0-743-42420-4.
- 2006: Held hostage: the true story of a mother and daughter's kidnapping, con Michelle Renee. Berkley, 2006. ISBN 978-0425213018.
- 2007: Peace is possible: the life and message of Prem Rawat. Mighty River Press, 2007. ISBN 978-0978869496.
  - 2007 (con el seudónimo «Andrea Ceigan»): La paz es posible: la vida y el mensaje de Prem Rawat. Madrid: Bajo el Alma, 2007. ISBN 978-84-935768-0-6.

## Colaboraciones
- Ross, Diana: Secrets of a sparrow. Nueva York: Random House, ISBN 0-51716-622-4
- Obst, Lynda: “Hello, he lied” and other tales from the Hollywood trenches. Broadway, 1997. ISBN 0-767-90041-3
- Williamson, Marianne: A return to love: reflections on the principles of “A course in miracles”. Harper Paperbacks, ISBN 0-06092-748-8.
- Williamson, Marianne: A woman's worth. Chivers North America, 1994. ISBN 0-792-71843-7.
- Williamson, Marianne: Illuminata: a return to prayer (1995), Riverhead Trade, ISBN 1-573-22520-7.